# 猪瀬明子
猪瀬 明子（いのせ あきこ、1956年1月28日 - ）は、日本の女性声優。栃木県出身。

## 人物
文学座附属養成所、テアトル・エコー附属養成所出身。
ボイス・アーツのメンバー、NPSテアトルを経て、現在はアーツビジョンを離れ、フリーで活動している。
趣味は音楽鑑賞、楽器演奏、テニス。

## 出演作品

### テレビアニメ
1974年
- ダメおやじ（雨野雪子〈初代〉）

1983年
- プラレス3四郎（1983年 - 1984年、薫）
- キャプテン翼（1983年 - 1986年、奈津子、西本ゆかり[要出典]）
- サイボットロボッチ  (ナンシー)

### 劇場アニメ
1985年
- キャプテン翼 ヨーロッパ大決戦（奈津子[6]）
- キャプテン翼 危うし! 全日本Jr.（奈津子）

1986年
- キャプテン翼 明日に向って走れ!（奈津子）